# 十字架 (2016年の映画)
『十字架』（じゅうじか）は、2016年公開の日本映画。監督は、五十嵐匠。自殺した中学生の同級生2人と、残された遺族の約20年に渡る苦悩や心の変化を描いたドラマ。吉川英治文学賞を受賞した重松清の同名小説の映画化作品。キャッチコピーは、「14歳で、僕たちは彼の思いを背負った。」。

## あらすじ
以前からクラス内でイジメを受けていた中学生・藤井俊介は、ある時遺書を残して自宅で自殺してしまう。その遺書にはイジメ加害者への恨みに加え、幼なじみ・真田祐への感謝の言葉と別のクラスの生徒・中川小百合の誕生日を祝う言葉が書かれていた。葬儀から数日後の緊急保護者会ではイジメを否定する学校側と、対応を責める保護者で紛糾し、その後遺族が遺書をマスコミに公開したことで世間の注目が集まる。ある日祐は、一人のフリーライターから「藤井君は君を親友と思ってたらしいけど君は本当に友達だったの？」と本音をぶつけられる。
実は祐は俊介のことを特に親しいと思っておらず、彼がイジメを受けていた時も標的になるのを恐れて2人きりの時に気遣うことしかできなかった。一方小百合は生前俊介から片思いされていたが、祐と同じく遺書に名指しで最後の言葉を書かれたことが引っかかっていた。後日藤井家に線香を上げに行った祐は、俊介の母・澄子からは感謝されるが彼の父・晴男と俊介の弟・健介からイジメを傍観し続けたことを責められる。同じく藤井家に訪れた小百合は、澄子から俊介の思い出の写真を見せてもらい、晴男から俊介が自殺した当日の話を聞いて思わず涙する。
祐たちは中学を卒業し自殺した俊介のことが学校や世間から薄れていく中、小百合はその後もたまに藤井家に訪れ家族との交流を続ける。その後高校卒業を機に上京することになった小百合と祐は、「最後にもう一度だけ」と2人で藤井家に訪れる。しかし、祐と小百合は健介から俊介を救えなかったことをなじられ、祐は「本当はそんなに親しくないのに遺書に名前を書かれて迷惑だった」と本音をぶつけてその場を後にする。
さらに時は流れ小学生の父親となった祐はある日妻から息子の友人関係を聞いて、中学時代の自身と俊介の関係と同じだったことに気づく。後日祐は小百合から手紙が届き、「私は重たい荷物を背負っているのではなく、荷物と1つになって人生を歩んでいると思い始めた」との気持ちの変化を知る。俊介の死から約20年が経ち、祐は俊介と過ごした日のこと自分の気持ちを伝えるため晴男宛に手紙を書き始める。

## キャスト
真田祐（ユウ）
演 - 小出恵介
俊介の小学校からの幼なじみ。俊介の遺書に「親友になってくれてありがとう」と書かれるが、祐からすると特別親しかったわけではない。中学校では学級委員をやっているらしく周りから「委員長」と呼ばれている。その後大学入学を機に上京し、そのまま東京に住み続ける。子供の頃からスポーツが得意。
中川小百合（サユ）
演 - 木村文乃
俊介や祐とは別のクラス。優しい性格で、生前同級生から無視されていた俊介に唯一挨拶を返していたことから彼から好意を持たれていた。9月4日生まれで作中で誕生日を迎え、俊介から丸型ポスト型の小さな貯金箱をプレゼントされている。俊介の死後もたまに藤井家に訪れては澄子たちと彼の思い出話を語り合う。

### 藤井家
藤井俊介（フジシュン）
演 - 小柴亮太
14歳で自宅庭の木で縊死する。生前自身は祐を親友と思っていた。学校では同じクラスの生徒から“フジイ菌”呼ばわりされ、激しいいじめを受けていた。好きなことはサッカーとテレビゲームをすること。好物は、ロールキャベツ。
藤井澄子
演 - 富田靖子
俊介の母。いつ頃からか俊介が忘れ物が多くなったり、表情の違いなどにより学校でのいじめを疑うようになる。俊介の死後、祐や小百合が自宅に訪れるたび感謝の気持ちを伝え、懐かしく息子の思い出話を語る。朗らかな性格だが息子を失ったショックが後を引き、その後病弱になる。
藤井晴男
演 - 永瀬正敏
俊介の父。澄子から俊介の異変といじめ疑惑を聞かされるが、妻の考え過ぎと考えたり息子を信頼していたことが仇となる。俊介を亡くした後深い悲しみと共に、加害者と傍観者の生徒たちに怒りの感情を抱く。禁煙していたが俊介を失ったショックで再び吸い始めている。
藤井健介
演 - 葉山奨之、山本楽（子供時代）
俊介の弟で兄を慕っている。俊介が亡くなった頃自身は小学生。俊介が亡くなった直後からいじめを傍観していた祐を「裏切った」と恨んでいる。その後、自殺に追い込んだ生徒たちを憎み続けるのか許すべきかを葛藤しながら成長していく。

### 中学校関係者
担任教師
演 - 高橋努
祐のクラス担任。教科担当は体育。俊介が自殺した翌日「以前からいじめをするやつは人間のクズ。それを黙って見てるのは卑怯者だと言っていただろ」と祐たちクラスメイトに言う。以前から俊介のいじめに気づいていたが、加害者に「やりすぎるなよ」と言うなどご都合主義な性格で生徒と本気で向き合わない。
副担任教師
演 - 康すおん
祐のクラス副担任。俊介が自殺した翌日のホームルームで生徒たちに自殺とは言わずに「藤井が不慮の事故で亡くなった」と説明する。後日担任教師と共に藤井家に訪れ、いじめに加わったり傍観していたクラスメイトたちの謝罪の作文を晴男に渡そうとする。
学校長
演 - 山上賢治
祐たちが通う中学校の校長。マスコミとの会見で「担任が本人(俊介)にいじめの有無を確認したが、本人が頑なにいじめを認めようとしなかった」と証言する。自殺した俊介のことより学校のイメージを重視している。
教頭
演 - 山下規介
祐たちが通う中学校の教頭。学校長と同じくいじめを隠蔽しようとする。マスコミとの会見で「本人(俊介)は、いじめられていることを理解していなかったのではないか」と発言し、批判を浴びる。
三島武大、根本晋哉
演 -
いじめの首謀者たち。2人とも粗暴な性格でいつも強気な言動を取っている。学校ではメガネをかけた子分の男子生徒と共に3人で俊介をいじめている。俊介の死後ネットに自身の個人情報が載ったことで世間やマスコミからバッシングされる。

### その他の人たち
田原昭之（たわら）
演 - 榎木孝明
ライターの仕事をしている。俊介の告別式会場前に現れ、参列する俊介のクラスメイトに「いじめて殺したやつと見殺しにしたやつは土下座しろ」と怒号を浴びせる。数日後遺書に親友として名前が載った祐に今の気持ちを聞く。正義感が強いがやや自己中心的な性格。
TVレポーター
演 - 折井あゆみ
俊介の自殺後、数人のスタッフと共に告別式会場前で現地取材する。参列した俊介のクラスメイトにいじめの有無やどんな気持ちかを問いかける。
おじいさん
演 - 飯島大介
保護者の一人。保護者会に参加し教師たちから学校の信頼を傷つけたことを謝罪されるが、学校側がいじめを否定したことや自殺した生徒を第一に考えない言動に腹を立てて意見を言う。
真田瑛子
演 - 笛木優子
祐の妻。祐太の母。祐とは東京で知り合い結婚。小学生になった祐太の親友・石崎について祐から人となりを知りたいと言われたため、どんな子かを伝える。
真田祐太
演 - 堀川恭司
祐の息子。小学5年生。親友の石崎は勉強もスポーツも人柄も良いヒーローのような存在で彼に憧れている。ただし、自身と石崎の自宅が遠い場所にあるため自宅で遊んだことはなく、祐は彼の存在自体を知らない。

## スタッフ
- 監督 - 五十嵐匠
- 脚本 - 五十嵐匠
- 原作 - 重松清「十字架」（講談社文庫刊）
- 製作 - 嶋田豪
- プロデューサー - 関顕嗣
- 撮影監督 - 吉沢和晃
- 美術 - 池谷仙克
- 音楽 - 宮本かんな
- 主題歌 - lecca「その先のゴール」
- 録音 - 臼井勝
- 照明 - 山口峰寛
- 編集 - 森崎荘三
- 助監督 - 西原裕貴